# 兒玉町
兒玉町為臺灣日治時期臺北市之行政區，共分一～四丁目，位於龍匣口千歲町之西，以第四任臺灣總督兒玉源太郎為名。戰後劃入古亭區，今臺北市中正區南昌街一段、二段，湖口街、南海路、寧波西街、福州街之一部均在町內。

## 町內設施

### 一丁目
- 臺灣總督府專賣局（今臺灣菸酒股份有限公司）
- 專賣局臺北南門工場（今財政部）

### 二丁目
- 臺北南警察署兒玉町派出所（今臺北市政府警察局中正第二分局南昌路派出所）
- 臺灣總督府交通局遞信部兒玉町郵便局（今中華郵政股份有限公司臺北郵局臺北南海郵局）

### 三丁目
- 臺灣貯蓄銀行南門出張所（今第一商業銀行南門分行）
- 臺灣軍司令官官邸（今陸軍聯誼廳）

### 四丁目
- 臺灣總督府專賣局共濟組合病院（今臺北市政府衛生局聯合醫院婦幼院區）
- 臺灣總督府交通局遞信部臺北簡易保險診療所（今中華郵政股份有限公司郵政醫院）
- 兒玉町變電所（今臺灣電力股份有限公司輸變電工程處北區施工處古亭二次變電所）
- 南菜園（今南昌公園）
- 前南菜園日式宿舍（市定古蹟）